# Johann Gassenhuber

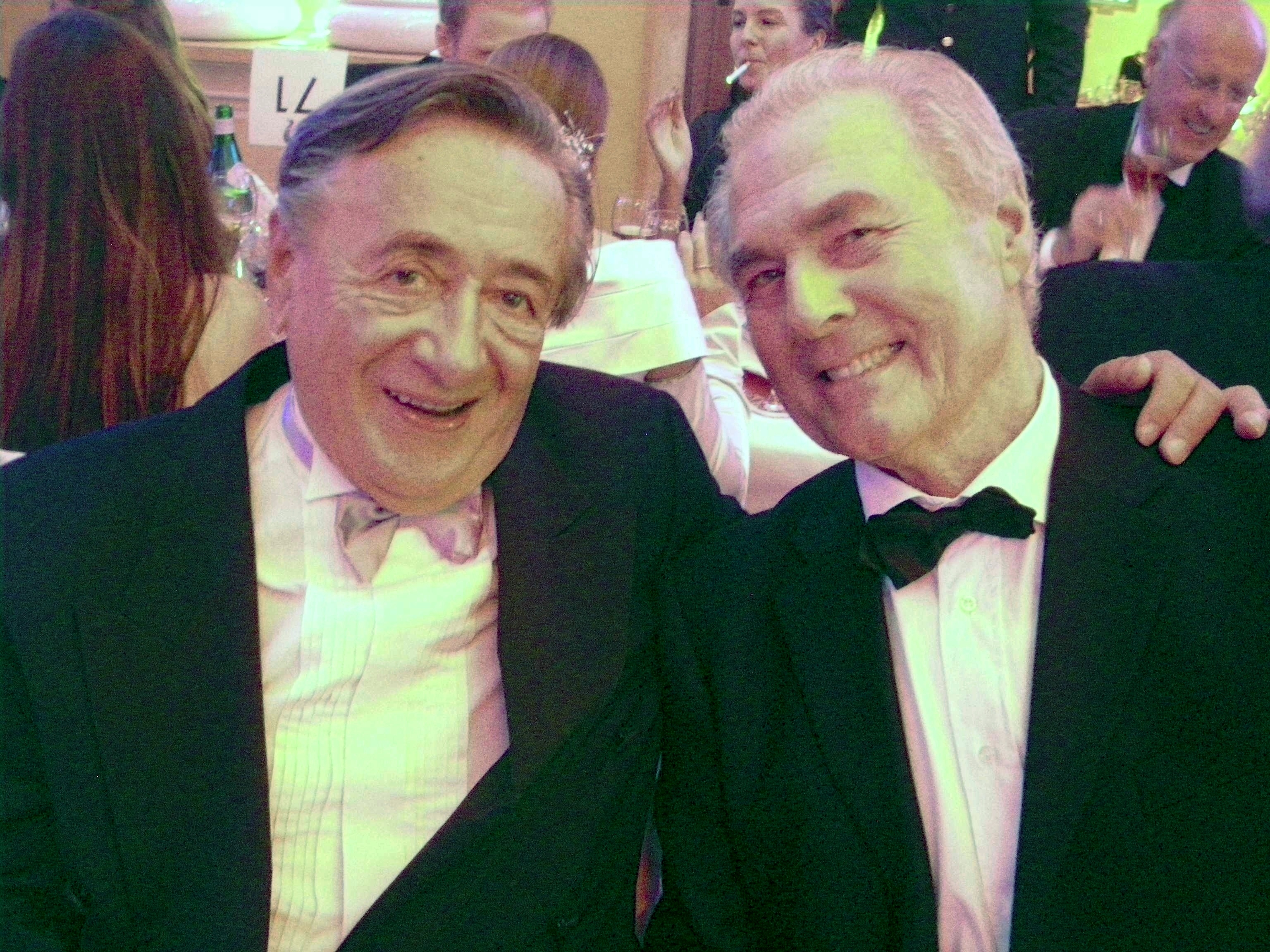
Richard Lugner mit Johann Gassenhuber am Deutschen Filmball 2011

Johann „Hans“ Gassenhuber (* 15. Juni 1937 in Gerzen) ist ein deutscher Maler und Zeichner.

## Leben
Zusammen mit seinem Mentor Hugo Högner und dessen Bruder Franz nahm er an Ausstellungen in Deutschland teil, außerdem pflegte er eine enge Zusammenarbeit mit Willi und dessen Sohn Rupprecht Geiger. Bis 1994 war er bei der Deutschen Bundesbahn, der Österreichischen Bundesbahn und den Schweizerischen Bundesbahnen tätig. Er schuf Kunstwerke für den öffentlichen Raum, unter anderem für den Hauptbahnhof Landshut, für das Heimatmuseum Adlhoch-Haus in Altdorf und die Gemeinde Gerzen.
Gassenhuber ist verheiratet und hat zwei erwachsene Töchter. Er lebt in Pfettrach bei Altdorf.

## Einzelausstellungen
- 1968: Meine Werke, Rathausgalerie Landshut[2]
- 1974: Haus der Kunst in München[3]
- 1976: Ca’ Pesaro – Galleria Internazionale d’Arte Moderna in Venedig[4]

## Gruppenausstellungen
- 1981: Große Kunstausstellung München, Haus der Kunst München[5]
- 1996: Palazzo Toaldi Capra in Schio mit Georg Reif[6]
- 1996: Realismus, Jazz Club Galerie, Leerer Beutel in Regensburg mit Michael Lange[5]
- 2003–2004: Mit Kalkül und Leidenschaft – Inszenierungen des Heiligen in der bayerischen Barockmalerei in der Heilig-Geist-Kirche (Mitarbeit)

## Medien
- 1984: Radioporträt und Interview Bayern 1